# Szlakowisko
Szlakowisko – osiedle administracyjne Starachowic. Leży w centralnej części miasta, w rejonie ulicy Na Szlakowisku.

## Charakterystyka zabudowy
Jednostka posiada mieszaną zabudowę jedno- i wielorodzinną. Bloki mieszkalne na Szlakowisku powstały głównie w latach 70. XX wieku.

## Infrastruktura i usługi
Działa tu Przedszkole Miejskie nr 15.